# Campeonato Mundial de Remo de 1999
El XXIX Campeonato Mundial de Remo se celebró en St. Catharines (Canadá) entre el 22 y el 29 de agosto de 1999 bajo la organización de la Federación Internacional de Sociedades de Remo (FISA) y la Federación Canadiense de Remo.
Las competiciones se realizaron en el canal de remo del lago Martindale Pond, ubicado al oeste de la localidad canadiense.

## Medallistas

### Masculino
| Evento                         | Oro | Plata | Bronce |
| ------------------------------ | --- | --- | --- |
| Scull individual M1X           | Robert Waddell Nueva Zelanda | Xeno Müller · Suiza · | Derek Porter · Canadá · |
| Doble scull M2X                | Luka Špik Iztok Čop Eslovenia | Stefan Roehnert · Sebastian Mayer · Alemania · | Olaf Tufte · Fredrik Bekken · Noruega · |
| Cuatro scull M4X               | Andreas Hajek · Marco Geisler · Stephan Volkert · André Willms · Alemania ·                                                                                     | Leonid Shaposhnikov · Olexandr Zaskalko · Olexandr Marchenko · Oleh Lykov · Ucrania ·                                                                       | Jason Day Duncan Free Stuart Reside Peter Hardcastle Australia |
| Dos sin timonel M2-            | Drew Ginn James Tomkins Australia | Michel Andrieux Jean-Christophe Rolland Francia | Oliver Martinov · Ninoslav Saraga · Croacia · |
| Dos con timonel M2+            | James Neil Philip Henry Nicholas Anderson (t) Estados Unidos | Enrico Schnabel · Jörg Dießner · Felix Erdmann (t) · Alemania ·                                                                                             | Patricio Mouche Damián Ordas Walter Balunek (t) Argentina |
| Cuatro sin timonel M4-         | James Cracknell Steve Redgrave Edward Coode Matthew Pinsent Reino Unido                                                                                         | James Stewart Boden Hanson Geoffrey Stewart Benjamin Dodwell Australia                                                                                      | Riccardo Dei Rossi · Carlo Mornati · Valter Molea · Lorenzo Carboncini · Italia · |
| Cuatro con timonel M4+         | Garrett Klugh Thomas Murray Daniel Protz Jacob Wetzel Sean Mulligan (t) Estados Unidos                                                                          | Jonathan Searle Jonathan Singfield Richard Dunn Graham Smith Alistair Potts (t) Reino Unido                                                                 | Valentin Robu · Ovidiu Cornea · Nicolae Țaga · Vasile Măstăcan · Dumitru Răducanu (t) · Rumania · |
| Ocho con timonel M8+           | Bryan Volpenhein Robert Kaehler Porter Collins Thomas Welsh Michael Wherley Jeffrey Klepacki Garrett Miller Christian Ahrens Peter Cipollone (t) Estados Unidos | Robert Thatcher Benedict Hunt-Davis Frederick Scarlett Louis Attrill Luka Grubor Kieran West Timothy Foster Stephen Trapmore Rowley Douglas (t) Reino Unido | Serguei Matveyev · Alexandr Litvinchev · Dmitri Kovaliov · Vladimir Volodenkov · Andrei Glujov · Dmitri Axionov · Nikolai Axionov · Pavel Melnikov · Dmitri Rozinkevich · Alexandr Lukianov (t) · Rusia |
| Scull individual ligero LM1X   | Karsten Nielsen Dinamarca | Michal Vabroušek · República Checa · | Gergely Kokas · Hungría · |
| Doble scull ligero LM2X        | Michelangelo Crispi · Leonardo Pettinari · Italia · | Haimish Karrasch Bruce Hick Australia | Bernhard Rühling · Ingo Euler · Alemania · |
| Cuatro scull ligero LM4X       | Simone Forlani · Daniele Gilardoni · Mauro Baccelli · Franco Sancassani · Italia ·                                                                              | Dennis Niemeyer · Manuel Brehmer · Thorsten Schmidt · Franz Mayer · Alemania ·                                                                              | Neal Byrne James Lindsay-Fynn Noel Monahan Gearoid Towey Irlanda |
| Dos sin timonel ligero LM2-    | Stefano Basalini · Paolo Pittino · Italia · | Miguel Cerda · Christian Yantani · Chile · | Neville Maxwell Anthony O'Connor Irlanda |
| Cuatro sin timonel ligero LM4- | Thomas Ebert Thomas Poulsen Eskild Ebbesen Victor Feddersen Dinamarca                                                                                           | Robert Richards Simon Burgess Darren Balmforth Anthony Edwards Australia                                                                                    | Laurent Porchier Yves Hocdé Jean-David Bernard Xavier Dorfman Francia |
| Ocho con timonel ligero LM8+   | William Plifka Christopher Kerber John Cashman Eric den Besten Kevin Cotter Gregory Ruckman Nicholas Tripician Sean Kammann Alexey Salamini (t) Estados Unidos  | Phil Baker Gareth Davis Aidan Tucker Mike Louzado James McGarva Ned Kittoe Nicholas Strange Ben Webb Christian Cormack (t) Reino Unido                      | Lorenzo Bertini · Filippo Dodero · Stefano Fraquelli · Carlo Grande · Andrea Lupini · Salvatore Messina · Marco Paniccia · Bruno Pasqualini · Antonio Cirillo (t) · Italia ·                            |

### Femenino
| Evento                       | Oro | Plata | Bronce |
| ---------------------------- | --- | --- | --- |
| Scull individual W1X         | Yekaterina Karsten · Bielorrusia · | Katrin Rutschow · Alemania · | Rumiana Neikova Bulgaria |
| Doble scull W2X              | Jana Thieme · Kathrin Boron · Alemania · | Liu Lin Zhang Xiuyun China | Eeke van Nes · Pieta van Dishoeck · Países Bajos · |
| Cuatro scull W4X             | Maren Derlien · Meike Evers · Manuela Lutze · Kerstin Kowalski · Alemania · | Tatiana Ustiuzhanina · Svitlana Mazi · Olena Ronzhyna · Yana Kramarenko · Ucrania ·                                                         | Yuliya Levina · Oxana Dorodnova · Larisa Merk · Olga Samulenkova · Rusia · |
| Dos sin timonel W2-          | Emma Robinson · Theresa Luke · Canadá · | Kathleen Naser · Elke Hipler · Alemania ·                                                                                                   | Kate Slatter Rachael Taylor Australia |
| Cuatro sin timonel W4-       | Marina Znak · Yuliya Bichyk · Yelena Mikulich · Olga Tratsevskaya · Bielorrusia ·                                                                                                | Mira van Daelen · Marita Scholz · Sonja van Daelen · Sandra Goldbach · Alemania ·                                                           | Maite Urtasun Tristine Glick Wendy Wilbur Sara Field Estados Unidos |
| Ocho con timonel W8+         | Georgeta Damian · Maria Magdalena Dumitrache · Doina Ignat · Ioana Olteanu · Marioara Popescu · Doina Spîrcu · Viorica Susanu · Aurica Bărăscu · Elena Georgescu (t) · Rumania · | Torrey Folk Amy Fuller Sarah Jones Katherine Maloney Amy Martin Elizabeth McCagg Linda Miller Monica Tranel Rajanya Shah (t) Estados Unidos | Buffy-Lynne Williams · Laryssa Biesenthal · Alison Korn · Theresa Luke · Heather McDermid · Emma Robinson · Dorota Urbaniak · Kubet Weston · Lesley Thompson-Willie (t) · Canadá · |
| Scull individual ligero LW1X | Pia Vogel · Suiza · | Lisa Schlenker Estados Unidos | María Julia Garisoain Argentina |
| Doble scull ligero LW2X      | Constanța Burcică · Camelia Macoviciuc · Rumania · | Sarah Garner Christine Collins Estados Unidos                                                                                               | Virginia Lee Sally Newmarch Australia |
| Cuatro scull ligero LW4X     | Molly Brock Sara den Besten Mary Cummins Sherri Kiklas Estados Unidos | Maja Darmstadt · Angelika Brand · Anna Kleinz · Christine Morawitz · Alemania ·                                                             | Katrina Scott · Nathalie Benzing · Renata Troc · Tracy Duncan · Canadá · |
| Dos sin timonel ligero LW2-  | Rachel Anderson Linda Muri Estados Unidos | Jane Hall Malindi Myers Reino Unido | Jill Lancaster Nicola Davies Zimbabue |

## Medallero
| Núm. | País            | Oro | Plata | Bronce | Total |
| ---- | --------------- | --- | ----- | ------ | ----- |
| 1    | Estados Unidos  | 6   | 3     | 1      | 10    |
| 2    | Alemania        | 3   | 7     | 1      | 11    |
| 3    | Italia          | 3   | 0     | 2      | 5     |
| 4    | Rumania         | 2   | 0     | 1      | 3     |
| 5    | Bielorrusia     | 2   | 0     | 0      | 2     |
| 5    | Dinamarca       | 2   | 0     | 0      | 2     |
| 7    | Reino Unido     | 1   | 4     | 0      | 5     |
| 8    | Australia       | 1   | 3     | 3      | 7     |
| 9    | Suiza           | 1   | 1     | 0      | 2     |
| 10   | Canadá          | 1   | 0     | 3      | 4     |
| 11   | Eslovenia       | 1   | 0     | 0      | 1     |
| 11   | Nueva Zelanda   | 1   | 0     | 0      | 1     |
| 13   | Ucrania         | 0   | 2     | 0      | 2     |
| 14   | Francia         | 0   | 1     | 1      | 2     |
| 15   | Chile           | 0   | 1     | 0      | 1     |
| 15   | China           | 0   | 1     | 0      | 1     |
| 15   | República Checa | 0   | 1     | 0      | 1     |
| 18   | Argentina       | 0   | 0     | 2      | 2     |
| 18   | Irlanda         | 0   | 0     | 2      | 2     |
| 18   | Rusia           | 0   | 0     | 2      | 2     |
| 21   | Bulgaria        | 0   | 0     | 1      | 1     |
| 21   | Croacia         | 0   | 0     | 1      | 1     |
| 21   | Hungría         | 0   | 0     | 1      | 1     |
| 21   | Noruega         | 0   | 0     | 1      | 1     |
| 21   | Países Bajos    | 0   | 0     | 1      | 1     |
| 21   | Zimbabue        | 0   | 0     | 1      | 1     |
|      | TOTAL           | 24  | 24    | 24     | 72    |